# ایالات متحده آمریکا در ۲۰۲۰
ایالات متحده آمریکا در ۲۰۲۰ گاه‌شماری از مهم‌ترین رویدادها در سال ۲۰۲۲ در این کشور است. رویدادهای سال ۲۰۲۰ در ایالات متحده تا حد زیادی با دنیاگیری کووید-۱۹ و تأثیر آن بر این کشور تعریف شد، علاوه بر رویدادهای مختلف تاریخی دیگر مانند اعتراضات جورج فلوید و ناآرامی‌های داخلی مرتبط، رکود اقتصادی ناشی از آن. از بیماری همه گیر و انتخابات ریاست جمهوری ۲۰۲۰.

## حاکمان

### دولت فدرال
- رئیس‌جمهور: دونالد ترامپ (ر - فلوریدا)
- معاون رئیس‌جمهور: مایک پنس (آر- ایندیانا)
- رئیس دادگاه: جان رابرتز (نیویورک)
- رئیس مجلس: نانسی پلوسی (دی - کالیفرنیا)
- رهبر اکثریت سنا: میچ مک کانل (کنتاکی)
- کنگره: ۱۱۶

## رویدادها

### ژانویه
- ۱ ژانویه
  - بحران خلیج فارس[۱]